# Thelaira nigripes
Thelaira nigripes är en tvåvingeart som först beskrevs av Fabricius 1794.  Thelaira nigripes ingår i släktet Thelaira och familjen parasitflugor. Arten är reproducerande i Sverige. Inga underarter finns listade i Catalogue of Life. Enligt Catalogue of Life är arten utbredd över större delen av Eurasien, Kina och Japan.

## Bildgalleri

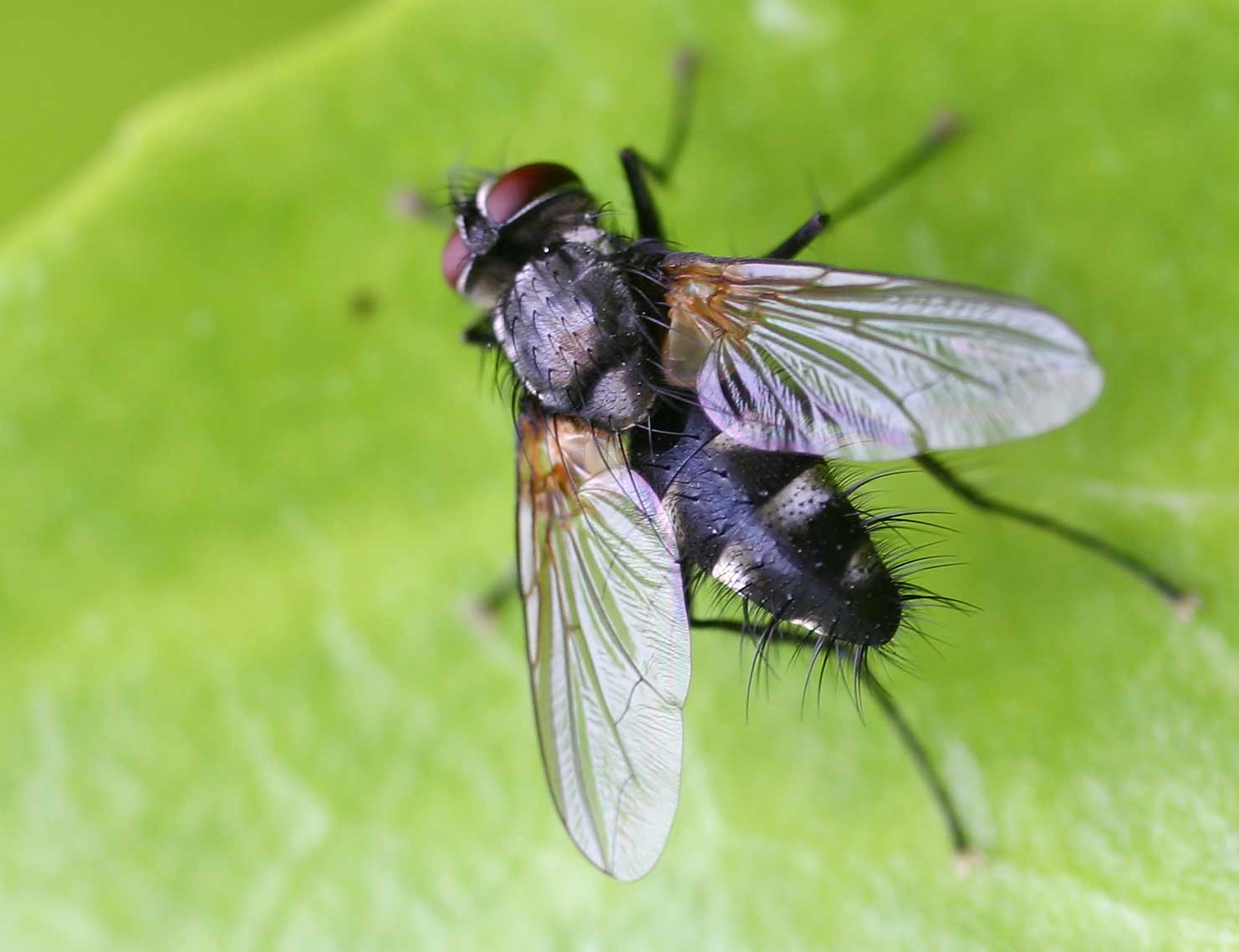